# Jun Matsumoto
Jun Matsumoto (em japonês: 松本潤, Matsumoto Jun, Tóquio, 30 de agosto de 1983) é um ator e cantor japonês, conhecido por fazer parte da popular banda de Arashi. Matsumoto atuou em dramas e ganhou muitos prêmios como ator. Matsumoto é amplamente conhecido como, Tokyo Tower e Hana Yori Dango

## Biografia
Jun Matsumoto nasceu na cidade de Tóquio, no distrito especial Toshima (豊島区; -ku). 

## Carreira
Matsumoto entrou para a agência Johnny's Entertainment em 1996, com 13 anos. Apesar de haver um processo de audições para entrada de novos talentos na companhia, mas Matsumoto não passou por isso. Ele recebeu um telefonema direto de Johnny Kitagawa, que somente tinha visto a sua ficha, dizendo que ele devia se apresentar para o trabalho.
Em setembro de 1999 saiu a bordo de um cruzeiro partindo de Honolulu, Hawaii. Ele estreou-se como o membro mais novo do Arashi, e foi um sucesso instantâneo com as fãs. Contudo, foi em 2002 que Matsumoto realmente se destacou na atuação da novela baseada no mangá Gokusen, papel que deu a ele o prêmio de melhor ator coadjuvante na 44ª Premiação de Dramas da TV.
Em 2003 Matsumoto fez o papel de Momo/Goda Takeshi no drama Kimi wa petto, interpretando um jovem desabrigado acolhido por uma bem sucedida jornalista e vira seu animal de estimação. Um ano depois, em 2004, escreveu uma música chamada "La familia" em homenagem ao quinto aniversário do Arashi, e cantou-a no concerto "Iza Now!".
Em 2005 interpretou o papel de Doumyouji Tsukasa, o líder dos F4, na adaptação do popular manga/anime Hana Yori Dango, que teve sua primeira temporada exibida de 21 de outubro a 16 de dezembro de 2005. Hana Yori Dango foi o drama com maior audiência da temporada de inverno de 2005. Por este papel, Matsumoto Jun ganhou novamente o prêmio de melhor ator coadjuvante na 47ª Premiação de Dramas da TV.
Além de atuar e cantar, Matsumoto foi o apresentador do programa Utawara HotHit10, com Aya Matsuura e Wada Akiko, além dos programas realizados juntamente com os outros membros da banda Arashi, que atualmente são Himitsu no Arashi-chan, VS Arashi e Arashi no Shukudai-kun. Jun também apresenta um programa de rádio chamado Jun Style.
Em 2007 Jun interpretou um jovem que trabalha num restaurante italiano, baseado no mangá Bambino!. Bambino foi exibido de 18 de abril a 27 de junho de 2007 pelo canal NTV, todas as quartas-feiras, às 22:00. Nesse mesmo ano ganhou o prêmio de melhor ator por Bambino! na premiação da TV Japan para dramas da primavera, e como melhor ator por Bambino! no 53° Dorama Academy Awards(第53回ドラマアカデミー賞). E também interpretou no filme Boku wa Imouto ni Koi wo Suru, interpretando o papel de Yori.

## Premiações
- (2002) 44° Premiação de Dramas da TV - Melhor ator coadjuvante (Sawada Shin em Gokusen)
- (2005) 47° Premiação de Dramas da TV - Melhor ator coadjuvante (Domyouji Tsukasa em Hana Yori Dango)

## Filmografia

### Dramas
- Bokura no yuuki ~miman city~ (1997)
  - Bokura no yuuki ~miman city~ 2017 (2017)
- Kindaichi Shonen no Jikembo 3 (2001) como Kindaichi
- Gokusen (2002) como Sawada Shin
  - Gokusen Returns (2002)
  - Yoiko no Mikata (2003) (participação especial no ep final)
  - Gokusen SP (2003)
- Kimi wa Petto (2003) como Momo (Goda Takeshi)
- Propose - mini drama (2005) Episódio 01
- Hana Yori Dango (2005) como Doumyouji Tsukasa
  - Hana Yori Dango 2 (2007)
- Yonimo Kimyouna Monogatari 15th Anniversary Special (2006) Part 5
- Bambino (2007) como Ban Shogo
- Myuu no Anyo Papa ni Ageru (2009) como Yamaguchi Hayato
- Smile (2009)  como Hayakawa Bito
- Saigo no Yakusoku - Drama Especial (2010) como Goto Nozomu
- Natsu no Koi wa Nijiiro ni Kagayaku como Kusunoki Taiga (2010)
- Lucky Seven (2012) como Tokita Shuntarou
  - Lucky Seven SP (2013)
- Hajimari no Uta (2013) como Nakahara Kou
- Shitsuren Chocolatier (2014) como Koyurugi Souta
- 99.9 como Miyama Hiroto
  - SEASON I (2016)
  - SEASON II (2018)

### Filmes
- Shinjuku Shounen Tanteidan (1998) como Kanzaki Kentarou
- PIKANCHI LIFE IS HARD Dakedo HAPPY (ピカ☆ンチLIFE IS HARD だけど HAPPY) (2002) como Bon
  - PIKANCHI LIFE IS HARD Dakara HAPPY (ピカ★★ンチLIFE IS HARD だから HAPPY) (2003)
  - PIKANCHI LIFE IS HARD Tabun HAPPY (ピカ☆★☆ンチLIFE IS HARD たぶん HAPPY) (2014)
- Tokyo Tower (2004) como Koji
- Boku wa Imōto ni Koi o Suru (2007) como Yuki Yori
- Kiroii Namida (2007) como Kasumata Yuji
- Hana Yori Dango Final (2008) como Doumyouji Tsukasa
- Hidamari no Kanojo (2013) como Okuda Kousuke
- Narratage (2017) como Hayama Takashi

### Peças de teatro
- Stand By Me (1997)
- West Side Story (2004) como Bernardo
- East of Eden (2005)
- Byakuya no Onna Kishi Valkryie (2006)